# Ned Kelly (film 1970)
Ned Kelly (Ned Kelly) – biografia australijskiego przestępcy, z liderem zespołu The Rolling Stones Mickiem Jaggerem w roli głównej.